# Henri Le Floch
Henri Le Floch (Caouët-en-Kerlaz, 8 giugno 1862 – Arles, 21 febbraio 1950) è stato un presbitero francese della Congregazione dello Spirito Santo.
Fu uno dei maestri spirituali di Mons. Marcel Lefebvre durante gli anni trascorsi al Seminario Francese di Roma di cui fu rettore dal 1904 al 1927.

## Biografia
Henri Le Floch era figlio di un avvocato di Kerlaz, Jean Le Floch, originario di Trévigodou. La sua famiglia comprendeva quattro prozii sacerdoti fedeli alla Chiesa e refrattari al giuramento rivoluzionario; vennero imprigionati e poi tre di loro deportati nel 1793 e uno ucciso nel 1794. Henri stesso ammise che furono "una luce nella [sua] vita sacerdotale".
Quando aveva appena nove anni, sua madre, nata Le Joncour, morì all'età di trentatré anni mentre assisteva dei malati di vaiolo. All'età di undici anni, fu mandato in collegio dai Lassalliani a Le Likès, poiché già manifestava la vocazione al sacerdozio. Frequentò poi il seminario minore a Pont-Croix e nel 1878 lo scolasticato a Langonnet, presso gli Spiritani. Entrò quindi nel seminario di Chevilly. Fu ordinato sacerdote il 31 ottobre 1886 e fece la professione il 28 agosto 1887.
A causa della sua salute cagionevole, non fu inviato oltremare, ma servì come insegnante di retorica a Merville e poi come direttore dello scolasticato minorile locale. Nel 1889 si trasferì al Collège d'Épinal, dove insegnò filosofia e poi divenne prefetto degli studi. Iniziati gli studi per la licenza in filosofia a Parigi nel 1894, l'anno seguente fu nominato superiore del Collège du Saint-Esprit a Beauvais e trasformò il nuovo istituto in un centro di studi di alta qualità. L'8 settembre 1900 divenne superiore del seminario di Chevilly e direttore dello Scolasticato maggiore.
Era un periodo in cui la Terza Repubblica francese voleva limitare il potere delle congregazioni cattoliche con la Legge sulla libertà di associazione del 1901 e minacciava l'ordine spiritano di scioglimento se non fosse stato in grado di documentare le proprie origini. Il superiore generale dei Padri dello Spirito Santo, il vescovo Alexandre Le Roy, chiese a Le Floch di fare ricerche sulla fondazione dell'ordine nel 1703 da parte di Claude-François Poullart des Places. L'ordine aveva rischiato di estinguersi all'inizio del XIX secolo. Il documento sopravvissuto grazie all'integrazione in una congregazione con un impegno simile nel lavoro missionario, la Società del Sacro Cuore di Maria, fondata da Francis Libermann nel 1842. Le due congregazioni si unirono sotto il nome di Congregazione dello Spirito Santo sotto la protezione del Cuore Immacolato di Maria. Fino alle ricerche di Le Floch, i Padri dello Spirito Santo consideravano Libermann, la cui vita era ben documentata e di cui conoscevano bene gli scritti, come il loro fondatore. La ricerca di Le Floch soddisfece i requisiti del governo francese e restituì all'ordine un secondo fondatoree ispiratore. Il suo lavoro constava di 550 pagine e fu pubblicato nel 1906.
La sua linea politica era tradizionalista e conservatrice, sostenitrice di posizioni antimoderniste, antiliberali e antidemocratiche, vicina alle idee di Charles Maurras e dell'Action Française. Egli non mostrava alcuna inclinazione a scendere a compromessi con i tentativi del governo di limitare il ruolo della Chiesa nella sfera pubblica. Durante le elezioni legislative del 1902, espresse chiaramente ai suoi seminaristi la sua opposizione contro il suffragio universale.
A quarant'anni, nel settembre 1904, fu nominato rettore del Pontificio Seminario Francese di Roma, dove formò una sessantina di futuri vescovi. Durante la sua gestione, il numero di seminaristi passò da 100 a 140 all'inizio della Prima guerra mondiale e a 207 allorché lasciò l'incarico, poiché i vescovi francesi inviavano nella capitale più studenti a causa delle limitazioni governative alle proprie attività. Nei primi anni trascorsi in qualità di rettore, conseguì il dottorato in filosofia all'Università cattolica di Lovanio e nel 1905 quello in teologia alla Pontificia Università Gregoriana. Nello sviluppo dei programmi accademici e nella sua politica personale fu rigorosamente antimodernista, alleandosi con i cosiddetti intransigenti. Questo includeva una nuova enfasi sulle Scritture, dato che, scrive uno storico:
I funzionari della Curia romana che la pensavano allo stesso modo assistettero alla sua nomina a consultore di diversi dicasteri, tra cui il Sant'Uffizio, che a sua volta accrebbe la reputazione del seminario. La sua influenza a Roma gli procurò dei nemici tra i prelati francesi che non condividevano la sua visione della supremazia papale e dei rapporti tra Chiesa e Stato. Nel 1908 iniziò a sostenere l'Action Française, pur opponendosi all'ateismo del suo fondatore e alla violenza.
Quando la Francia non ebbe più un ambasciatore presso la Santa Sede, gli furono affidate missioni segrete tra Roma e il governo della Repubblica d'Oltralpe.
Nell'autunno del 1918, riflettendo opinioni ampiamente diffuse in Francia, un autore francese anonimo, probabilmente Louis Canet, che era un giovane burocrate del governo, pubblicò un'accusa dettagliata del ruolo di papa Benedetto XV nella guerra mondiale. Egli accusava Benedetto di aver svolto un ruolo politico sotto la copertura della missione spirituale della Chiesa e di aver favorito la vittoria della Germania e dei suoi alleati. Il Segretario di Stato della Santa Sede, il cardinale Pietro Gasparri, incaricò Le Floch di scrivere una dettagliata confutazione, che apparve su Le Correspondant il 10 marzo 1919 con il titolo La politica di Benedetto XV. Il Vaticano ne sostenne l'ampia diffusione e fu ripubblicato come libro. Ciò aumentò la notorietà di Le Floch e gli creò nemici politici. Nel 1921, Canet si oppose al conferimento della Legion d'Onore a Le Floch, scrivendo:
Nel 1925, durante gli accesi dibattiti legislativi sul finanziamento della missione diplomatica francese presso la Santa Sede, Édouard Herriot, presidente del consiglio dei ministri, denunciò ripetutamente il Seminario francese per la sua influenza dannosa sul clero nazionale, definendolo come segue:
Altri nominarono Le Floch in relazione alla soppressione dei libri, denunciarono l'influenza del Seminario sulla selezione dei vescovi e lo accusarono di essere responsabile dell'adozione del colletto romano al posto delle tradizionali fasce ecclesiastiche del clero francese. Herriot e altri menzionarono dichiarazioni specifiche fatte durante le lezioni al Seminario.
Dopo la condanna del quotidiano nazionalista e del suo direttore da parte del Vaticano nel 1926, padre Le Floch fu costretto da papa Pio XI a dimettersi dalla carica di rettore del Seminario francese nel luglio 1927, su richiesta del governo parigino. La motivazione apparente era che le sue idee politiche, in particolare il suo sostegno al gruppo politico di destra Action Française e al suo fondatore Charles Maurras, erano in contrasto con il tentativo di riavvicinamento del Vaticano al governo francese. L'8 settembre 1926, papa Pio aveva proibito ai cattolici di appartenere all'Action Française o di leggere le sue pubblicazioni. Il cardinale francese Louis Billot, alleato ideologico di Le Floch, si dimise dal collegio cardinalizio nel settembre 1927 perché non poteva sostenere la posizione del papa sull'Action Française.
Nel dicembre 1927, Le Floch fece una distinzione tra il ruolo dei chierici e quello degli attivisti politici. Scriveva:
Inoltre, chierici invisi sia in Francia che a Roma ne avevano chiesto la rimozione.
Al suo ritorno in Francia, si trasferì al noviziato di Orly. I suoi studenti pubblicarono un ampio volume di saggi nel 1937 in occasione del cinquantesimo anniversario della sua ordinazione. Nel 1939 visitò Roma e fu ricevuto in udienza privata da papa Pio XII.
Nel 1940, legato alla comunità di Marsiglia, si trasferì nella zona libera. Continuò il suo ministero missionario e di predicazione in Provenza, nei dintorni di Aix-en-Provence; morì nella casa della famiglia Roure, vicino ad Arles. I suoi funerali furono celebrati nella cappella di famiglia del maniero di Barbegal da Gabriel de Llobet, arcivescovo di Avignone, alla presenza di molti suoi ex allievi. È sepolto nella cappella del maniero.
L'arcivescovo Marcel Lefebvre riconobbe a Le Floch il merito di avergli fornito una formazione seminaristica ortodossa, "lasciando da parte tutte le idee personali per abbracciare la mente della Chiesa".

## Opere
- Louis-Marie Barazer de Lannurien, fondateur et premier supérieur du Séminaire français de Rome et la Mission du Vénérable Libermann, Rome, 1910
- Claude-François Poullart Des Places, Paris, P. Lethielleux, premio Juteau-Duvigneaux de l'Académie française en 1914
- Les élites sociales et le sacerdoce, Paris, Téqui, 2013 (1re éd. 1916)[19]
- Le Séminaire français et les institutions ecclésiastiques de Rome, Rome, Società poligrafica editrice, 72 p., in-4° (presentazione online)
- Le Cardinal Billot, lumière de la théologie, 1946 (1re éd. 1933)